# Шелохи
Шелохи (рос. Шелохи) — присілок в Спас-Деменському районі Калузької області Російської Федерації.
Населення становить 0 осіб. Входить до складу муніципального утворення Присілок Теплово.

## Історія
Від 2004 року входить до складу муніципального утворення Присілок Теплово

## Населення
| 2002 | 2007 | 2010 |
| ---- | ---- | ---- |
| 3    | ↘2   | ↘0   |